# Prionotoleberis salomani
Prionotoleberis salomani är en kräftdjursart som beskrevs av Louis S. Kornicker 1986. Prionotoleberis salomani ingår i släktet Prionotoleberis och familjen Cylindroleberididae. Inga underarter finns listade i Catalogue of Life.